# Bóand

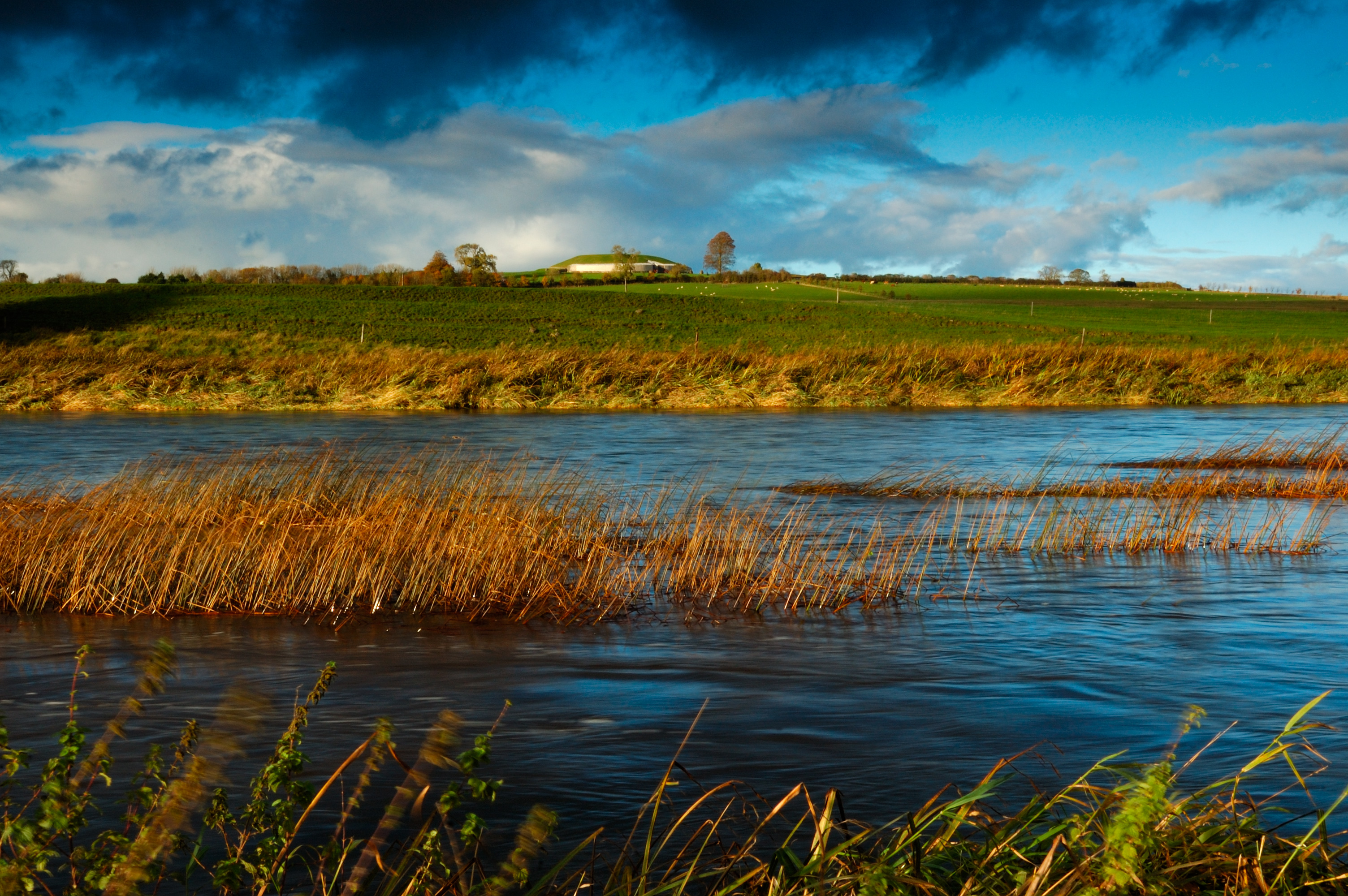
Řeka Boyne s Newgrange v pozadí

Bóand též Bóann je irská bohyně řeky Boyne, která náleží mezi Tuatha Dé Danann. Její jméno může znamenat „ta, co má bílé krávy“. Bývá označována za manželku vodního boha Nechtana či kouzelníka Elcmara. Syna Óenguse Óga, boha básnictví, mládí a krásy, zplodila se svým milencem, králem bohům Dagdou. Její sestrou je Bébinn, bohyně porodu, a jejím pes nese jméno Dabilla.
Vypráví se o ní několik mýtů. V jednom je Bóand manželkou Nechtana a snažila se utajit své cizoložství tím, že požádala kouzelníka Elcmara aby se stal pěstounem jejího syna Óenguse. V jiné verzi byla Bóand naopak manželkou Elcmara, pána Newgrange, kterého obelstil Dagda. V tomto podání se pěstounem Óenguse stal Midir, pán sídhu Brí Léith. Druhá skupina mýtů vypráví o tom, jak Bóand porušila určitá tabu spojená se studnou a následně utíkala před jejími vody k moři, a tak vznikla řeka Boyne. Podle první verze šlo o studnu zvanou Segais, podle druhé o Sidh Nechtain. Podobné podání o vzniku řeky se objevuje u Sinnan, bohyně řeky Shannony.
V příběhu Táin bó Fraích porodí tři syny, z nichž každý je pojmenován potom co jejich matka při porodu zakoušela: tón žalu po bolesti, tón smíchu po radosti a tón spánku po únavě. Tito tři synové podle keltistky Emily Lyle odpovídají třem indoevropským funkcím a také třem ročním obdobím: nejstarší syn třetí funkci a zimě, druhorozený druhé funkci a létu a nejmladší funkci první a jaru. Bóand jako transfunkcionální bohyně pak reprezentuje jejich syntézu. Také mytolog Jaan Puhvel považuje Bóand za jednu z forem transfunkcionání bohyně, kromě toho jí ztotožňuje s galskou Deou Matronou, matkou Mapona; a velšskou Modron, matkou Mabona.
O svátku Samain se ve starém Irsku na pahorku Tlachtga zapalovaly tři ohně na památku tří souloží krále bohů Dagdy: s Bóand, Mórrrígan a dcerou krále Indecha.